# Мерщий, Людмила Ивановна
Людмила Ивановна Мерщий — советская и украинская актриса театра и кино,
Заслуженная артистка УССР.

## Биография
Окончила Киевский национальный университет театра, кино и телевидения имени Ивана Карпенко-Карого. 
Работала в Одесском русском драматическом театре им. А. Иванова. Как отмечал  Л. С.Танюк, театральным героиням Людмилы Мерщий «присуща прежде всего душевная утонченность».  Она запомнилась зрителям в ролях Джульетты в трагедии Шекспира, Марины в драме «Бой с тенью», Майки Мухиной («В день свадьбы»), разведчицы Галины Ордынской в спектакле «Галка со второй Якорной». 
В спектакле «104 страницы про любовь», поставленном Владимиром Бортко она играла роль стюардессы Наташи. Талантливая актриса  участвовала в этой постановке  вместе с известным артистом  Борисом Зайденбергом . По воспоминаниям зрителей, роль Наташи «точно ложилась на её внешний и внутренний облик; она была такой искренней, такой достоверной».
В образе Наташи из пьесы  «104 страницы про любовь» актриса утверждает превосходство тонкой эмоциональности, лирики, поэтичности над « сверхинтеллектуализмом» Евдокимова, всем своим существом она стремится подняться до высот чувства, что захватило ее врасплох, и зовет своего друга в эти поэтические сферы любви.
Сыграла главную роль в фильме режиссёра В. Кочетова «Им было девятнадцать», вышедшем на экран в 1960 году. Фильм был снят на Одесской киностудии и стал лидером проката в 1960 году, заняв 14 место и собрав  27.6 миллионов зрителей. Как отмечает А. В. Федоров, этот фильм с участием Л. Мерщий и К. Столярова вошел в тысячу самых кассовых советских кинолент. 
Как пишет Б. Езерская, несмотря на успех в театре, Л. Мерщий покинула страну: актриса вышла замуж и уехала в Венгрию.

## Фильмография
1958 - Флаги на башнях - ?
1959 - Это было весной - Люся
1960 - Им было девятнадцать -  Ольга Серова
1963 - Молодожен - Оля
1963 - Новеллы Красного дома - Дуся
1964 - Возвращение Вероники - Настя